# Anomoia expressa
Anomoia expressa är en tvåvingeart som beskrevs av Dirlbek 1992. Anomoia expressa ingår i släktet Anomoia och familjen borrflugor.
Artens utbredningsområde är Nordkorea. Inga underarter finns listade i Catalogue of Life.